# Miltianthus portulacoides
Miltianthus portulacoides är en pockenholtsväxtart som först beskrevs av Adelbert von Chamisso, och fick sitt nu gällande namn av Aleksandr Andrejevitj Bunge. Miltianthus portulacoides ingår i släktet Miltianthus och familjen pockenholtsväxter. Inga underarter finns listade i Catalogue of Life.